# Ophelia neglecta
Ophelia neglecta är en ringmaskart som beskrevs av Schneider 1892. Ophelia neglecta ingår i släktet Ophelia och familjen Opheliidae. Arten har ej påträffats i Sverige. Inga underarter finns listade i Catalogue of Life.